# Casa de los Urbina

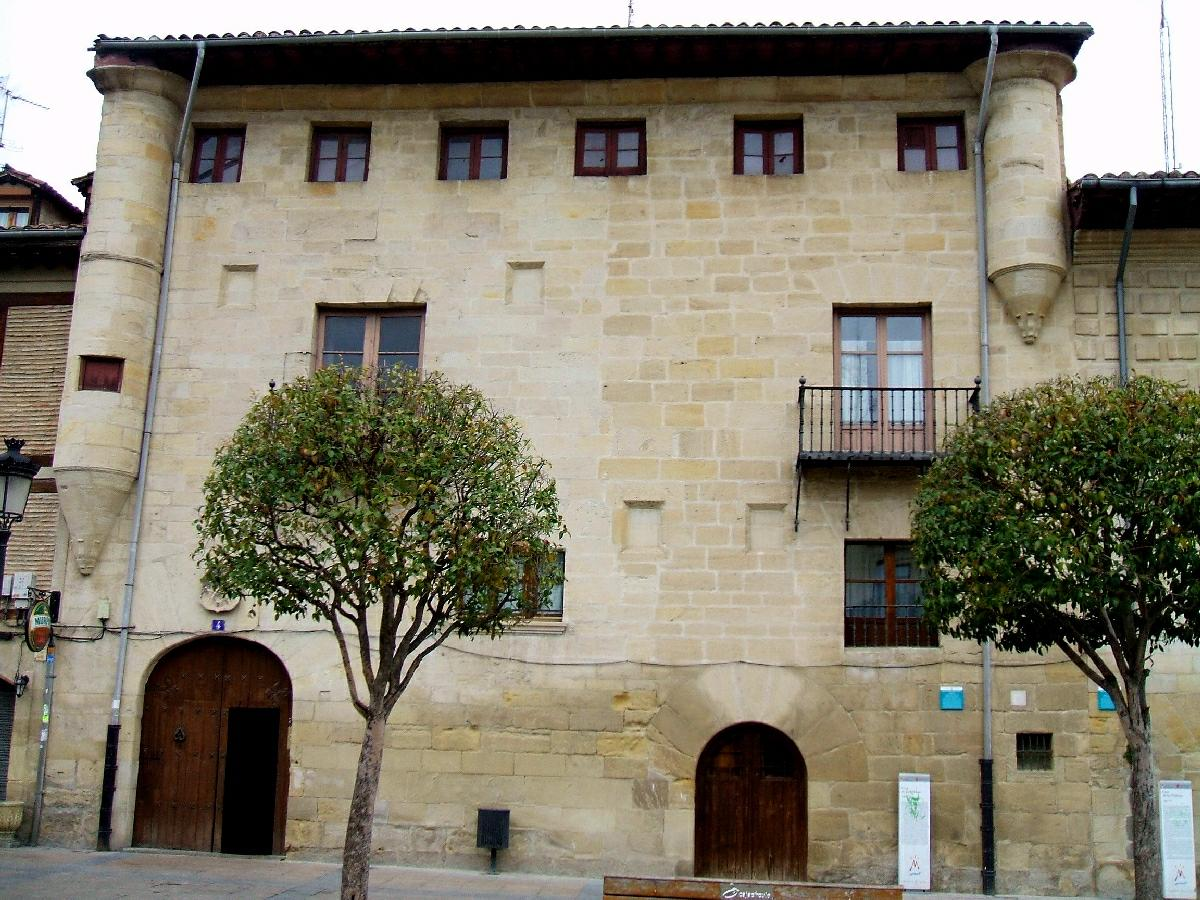
Fachada del inmueble

La Casa de los Urbina es un palacio nobiliario del siglo XVI, de carácter urbano y estilo gótico, sito en la villa española de Miranda de Ebro, en la provincia de Burgos. Desde una ventana de su fachada trasera, que da a la ribera del Ebro, se lleva a cabo cada año la «resurrección del bombo», sacado de las aguas del río, acto simbólico con el que comienzan las fiestas de San Juan del Monte.

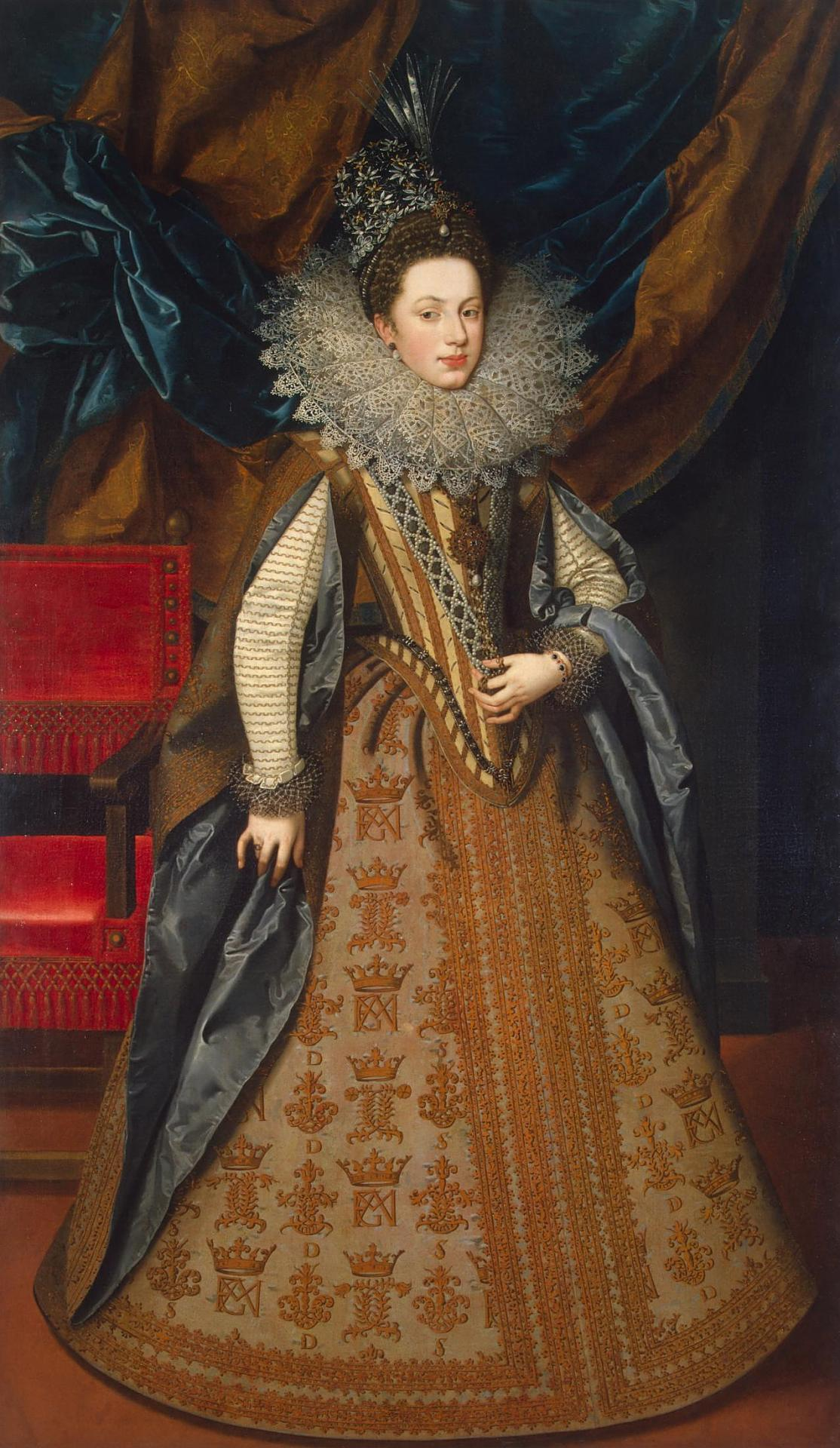
Margarita de Saboya falleció en el edificio en 1655. Retrato de Frans Pourbus.

## Historia
El capitán Juan de Urbina, que sirvió al emperador Carlos V, y María de Salazar y Frías, su mujer, construyeron esta casa solariega entre los años 1540 y 1550. En ella falleció en 1655, siendo huésped de sus dueños, la princesa Margarita de Saboya y Austria, duquesa de Mantua y de Montferrato y virreina de Portugal, viuda del duque Francisco IV Gonzaga. Y en 1660 también se hospedaron en esta casa el rey Felipe IV y la infanta María Teresa de Austria, su hija, en su camino a Francia para desposarla con Luis XIV. En la actualidad es propiedad eclesiástica.

## Descripción
El edificio responde al tipo de palacio civil urbano entre medianeras. Aunque de época renacentista, se construyó en estilo gótico, con una composición típicamente medieval en la que se aprecian importantes modificaciones y ampliaciones posteriores. Asentado sobre una planta rectangular, posee un jardín interior y se organiza en cuatro alturas: la planta baja estaba destinada originalmente a caballerizas; las dos siguientes a vivienda, siendo la noble la superior, y tiene altillo bajo cubierta a dos aguas.
La fachada principal, que da a la plaza de España, es toda de sillería; queda flanqueada por dos cubos defensivos de distinta longitud y remata en una moldura de cimacio de la que arranca un amplio alero, sostenido por canecillos de madera. Bajo la moldura se alinean seis ventanos cuadrados que dan luz al altillo. El resto de los vanos se abren en gracioso desorden: dos balcones de rejería en la planta noble, dos ventanas desiguales en la entreplanta, algunos ventanucos cegados, y dos puertas de acceso adoveladas: una pequeña de medio punto y la principal —situada a un costado, más grande y de arco rebajado—, sobre cuyas dovelas está labrado en realce un escudo de forma conopial. La piedra armera está bastante desgastada, pero aún se distinguen los lobos de los Urbina y las estrellas de los Salazar.
La fachada trasera da a la calle Independencia y se compone de dos cuerpos: el más bajo tiene un portón de acceso, dos balcones y cubierta de terraza. Y el más alto consta de cuatro pisos: el inferior a modo de zócalo de sillería, con un arco, y otros tres enfoscados, en los que se abren un mirador, ventanas y una arquería.